# John Farmer (calciatore)
John Farmer (Biddulph, 31 agosto 1947) è un ex calciatore inglese, di ruolo portiere.

## Carriera
Formatosi nello Stoke City, gioca con i Potters nella massima serie inglese dal 1965 al 1974. Con i biancorossi ha vinto la Football League Cup 1971-1972, battendo in finale il Chelsea. Grazie al quinto posto ottenuto nella stagione 1973-1974, miglior piazzamento ottenuto da Farmer con lo Stoke, poté giocare nella Coppa UEFA 1974-1975 da cui fu eliminato con i suoi ai trentaduesimi di finale dagli olandesi dell'Ajax.
Nell'estate 1967 con lo Stoke City disputò il campionato statunitense organizzato dalla United Soccer Association: accadde infatti che tale campionato fu disputato da formazioni europee e sudamericane per conto delle franchigie ufficialmente iscritte al campionato, che per ragioni di tempo non avevano potuto allestire le proprie squadre. Lo Stoke City rappresentò i Cleveland Stokers, e chiuse al secondo posto nella Eastern Division, non qualificandosi per la finale del torneo.
Nel 1975 passa in prestito al Leicester City, con cui conclude la First Division 1974-1975 al diciottesimo posto finale.
Terminata l'esperienza professionistica, Farmer giocò nel Northwich Victoria.

## Palmarès
- Coppa di Lega inglese: 1

Stoke City: 1971-1972